# 高柱花科
高柱花科又名安山草科，只有1属8种，分布在南美洲的安第斯山区。
本科植物为多年生草本，主根粗，叶互生；花的花瓣5，聚合成花序；果实为蒴果。
1981年的克朗奎斯特分类法将其列入牻牛儿苗科，1998年根据基因亲缘关系分类的APG 分类法认为应该单独分为一个科，但仍然可以选择性地和牻牛儿苗科合并。